# Яхихажиев, Саид Кожалович
Саид Кожалович Яхихажиев (род. 23 июля 1948, Таш-Кумыр, Джалал-Абадская область) — врач, депутат Государственной думы пятого созыва.

## Биография
Окончил Астраханский государственный медицинский институт им. А. В. Луначарского в 1973 году, 35 лет проработал заведующим хирургическим отделением Гудермесской районной больницы в Чечне.

### Парламентская деятельность
В 2005 году был избран в парламент Чеченской Республики, возглавлял комитет по вопросам здравоохранения.
2 декабря 2007 года избран в государственную думу 5-го созыва.
Кандидат медицинских наук.